# Albrecht Hoffmann
Albrecht Hoffmann (* 22. August 1941 in Celle) ist ein deutscher Bauingenieur, Fachhistoriker und emeritierter Professor für Kultur- und Technikgeschichte im Fachbereich Bauingenieurwesen an der Universität Kassel. Er ist Verfasser zahlreicher wissenschaftlicher Arbeiten zur Kulturgeschichte des Wassers. Hoffmann wohnt heute in Kassel.

## Leben
Hoffmann studierte von 1961 bis 1967 Bauingenieurwesen an der Technischen Hochschule München und der TH Braunschweig sowie später von 2001 bis 2004 Kulturgeschichte an der Philipps-Universität Marburg. Nach dem großen Staatsexamen, das er 1970 mit Auszeichnung ablegte, war er zunächst in der hessischen Umweltverwaltung tätig. Von 1983 bis 1997 war er Leiter des Wasserwirtschaftsamtes Marburg, anschließend Dezernatsleiter im Regierungspräsidium Gießen. Von 1999 bis 2005 war er Honorarprofessor an der Universität Kassel.

## Schriften (Auswahl)
- Antike und mittelalterliche Wasserversorgung in Mitteleuropa,  Herkules-Verlag, Kassel, 1995
- Die Wasserversorgung in der Renaissancezeit, Verlag Philipp von Zabern, Mainz, 2000
- Technik und Zauber historischer Wasserkünste in Kassel, Euregio Verlag, Kassel, 2000
- Wasserwirtschaft im Wandel, Herkules-Verlag, Kassel, 2001
- Wasser zum Waschen und Baden, Herkules-Verlag, Kassel, 2002
- Gezähmte Flüsse – besiegte Natur, Herkules-Verlag, Kassel, 2003
- Wasser für Kassel, Herkules-Verlag, Kassel, 2004
- Hessische Lebensbilder zur Kulturgeschichte des Wassers, kassel university press, Kassel, 2005
- Baukunst in Forschung und Praxis – Marburger Architekten und Ingenieure, Stadt Marburg, Marburg, 2006